# سیتیک گوان
سیتیک گوان (انگلیسی: CITIC Guoan) شرکت فناوری اطلاعات چینی است، که در سال ۱۹۹۷ تأسیس شد.